# European VLBI Network

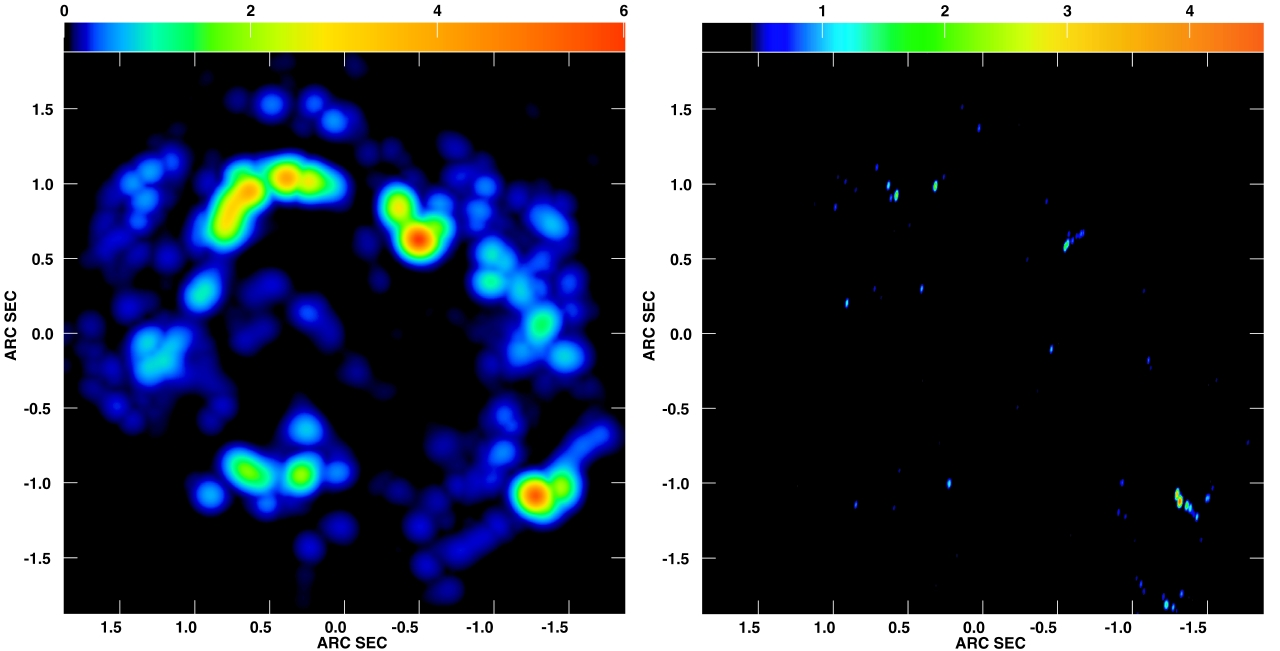
Links eine Aufnahme der Maser-Emissionen des Gelben Hyperriesen IRC+10420 mit dem britischen MERLIN-Interferometer, rechts dasselbe Objekt aufgenommen vom Europäischen VLBI-Netzwerk.

Das European VLBI Network (EVN) ist ein internationales Netzwerk von Radioteleskopen, die sich überwiegend in Europa und Ostasien befinden und zu einem radioastronomischen Interferometer zusammengeschaltet werden können. Dadurch ist es möglich, mittels Langbasisinterferometrie (engl. Very Long Baseline Interferometry, VLBI) kosmische Radioquellen zu untersuchen und deren genaue Positionen zu bestimmen. Im Jahr 2023 war das EVN das größte und empfindlichste VLBI-System der Welt.

## JIVE
Die zentrale Koordinierungsstelle für das Europäische VLBI-Netzwerk ist das Joint Institute for VLBI ERIC (JIVE) in den Niederlanden. JIVE wurde 1993 am Hauptsitz des Astronomischen Forschungsinstituts der Niederlande (ASTRON) in Dwingeloo gegründet, wobei das Akronym damals für „Joint Institute for VLBI in Europe'“ stand. Seit 2015 ist die Einrichtung ein Konsortium für europäische Forschungsinfrastruktur (European Research Infrastructure Consortium, kurz ERIC). Daher steht „JIVE“ heute für „JIV-ERIC“. Die Stationen des Europäischen VLBI-Netzwerks sind über Glasfaser Breitband-Kommunikationleitungen verbunden; der Korrelator wird ebenfalls von JIVE betrieben.
In den Jahren 2006–2009 wurde der Korrelator im EXPReS-Projekt (Express Production Real-time e-VLBI Service) so erweitert, dass er die Daten von 16 Radioteleskopen gleichzeitig mit einer Geschwindigkeit von 1 Gbit/s in Echtzeit verarbeiten konnte. Eine weitere Erweiterung fand 2010–2013 mit dem NEXPRes-Projekt (Novel EXplorations Pushing Robust e-VLBI Services) statt. 2023 konnte der EVN Software Correlator at JIVE schließlich die Daten von 20 Teleskopen mit einer Geschwindigkeit von 2 Gbit/s verarbeiten. Der Korrelator des für das Radioteleskop Effelsberg zuständigen Max-Planck-Instituts für Radioastronomie in Bonn (Bonn DiFX Correlator) kann unter gewissen Bedingungen (freie Rechenzeit, spezielles Interesse der Max-Planck-Gesellschaft an einem Projekt) ebenfalls vom Europäischen VLBI-Netzwerk genutzt werden.
JIVE unterstützt die teilnehmenden Radioteleskope bei den Beobachtungen, entwickelt und unterstützt die Software, wählt die Objekte zur Beobachtung aus und legt den Zeitplan fest. Die Einrichtung hat ein eigenes Team von etwa zwanzig Wissenschaftlern, die im Bereich der Datenauswertung und Softwareentwicklung Forschung betreiben.
Acht Einrichtungen sind Vollmitglieder bei JIVE:
- Nederlandse Organisatie voor Wetenschappelijk Onderzoek (NWO), Niederlande
- Astronomisch Onderzoek in Nederland (ASTRON), Niederlande
- Centre national de la recherche scientifique (CNRS), Frankreich
- Istituto Nazionale di Astrofisica (INAF), Italien
- Ministerium für Erziehung und Wissenschaft, Lettland
- Instituto Geográfico Nacional (IGN), Spanien
- Vetenskapsrådet, Schweden
- Science and Technology Facilities Council (STFC), Vereinigtes Königreich

Drei weitere Einrichtungen unterstützen JIVE als Partnerorganisationen:
- Nationale Astronomische Observatorien der Chinesischen Akademie der Wissenschaften (NAOC), China
- Max-Planck-Institut für Radioastronomie (MPIfR), Deutschland
- National Research Foundation (NRF), Südafrika[7]

Wissenschaftler der beteiligten Institute, aber auch unabhängige Forscher können dreimal pro Jahr, jeweils bis zum 1. Februar, 1. Juni und 1. Oktober Radioobjekte zur Untersuchung vorschlagen. Prinzipiell sind Beobachtungen im Bereich von 326 MHz bis 43 GHz mit Basislinien zwischen 7139 km und 11.812 km möglich. Abhängig von der genutzten Frequenz hat das EVN bei maximaler Basislinie ein Auflösungsvermögen zwischen 19,6 und 0,15 Millibogensekunden. Durch Zusammenschaltung mit dem Very Long Baseline Array in den USA kann eine Basislinie von 12.733 km und damit ein Auflösungsvermögen von 18,18 bis 0,14 Millibogensekunden erreicht werden.
In begründeten Fällen können auch andere Stationen einbezogen werden, so zum Beispiel diejenigen des Multi-Element Radio Linked Interferometer Network (MERLIN) in England, das Deep Space Network der NASA, das Long Baseline Array (LBA) in Australien, das Very Large Array in New Mexico oder das Green-Bank-Teleskop in West Virginia.
Während diese Stationen problemlos mit dem Europäischen VLBI-Netzwerk kompatibel sind, muss bei Zuschaltung anderer Radioteleskope zunächst geklärt werden, ob die technischen Voraussetzungen gegeben sind.

## Beobachtungen
Wenn Wissenschaftler einen Vorschlag zur Beobachtung einer Radioquelle eingereicht haben, wird dieser vom Programmkomitee des EVN auf technische Machbarkeit und wissenschaftlichen Wert begutachtet, das aus von den am Europäischen VLBI-Netzwerk beteiligten Observatorien entsandten Fachleuten besteht. Wenn Teleskope in den USA oder Großbritannien, die nicht Mitglied des EVN sind, für ein Projekt hinzugezogen werden sollen, muss das mit den dortigen Komitees für die Zuweisung von Beobachtungszeit abgesprochen werden.
Neben von langer Hand geplanten Forschungsprojekten gibt es die sogenannten „günstigen Gelegenheiten“ (Targets of Opportunity), also sehr seltene oder unvorhersehbare Ereignisse, bei denen nur eine kurze Zeitspanne für Beobachtungen zur Verfügung steht.
In diesem Fällen kann das normale Genehmigungsverfahren umgangen werden – die Entscheidung trifft in solchen Fällen nicht das gesamte Programmkomitee, sondern dessen Vorsitzender, der sich nach Möglichkeit mit einzelnen Komiteemitgliedern berät. Während Wissenschaftler bei regulären Projekten 12 Monate lang das exklusive Nutzungsrecht für die dabei erlangten Daten besitzen, beträgt diese Zeit bei Ad-hoc-Projekten nur 6 Monate. Danach werden die Daten vom EVN in seinem Datenarchiv öffentlich zugänglich gemacht.
Die am Europäischen VLBI-Netzwerk beteiligten Teleskope unterstehen ihren jeweiligen Mutterorganisationen, wie zum Beispiel das Radioteleskop Effelsberg dem Max-Planck-Institut für Radioastronomie; man verbringt dort die meiste Zeit mit eigenen Forschungsprojekten. Für Beobachtungen im Rahmen des EVN sind spezielle Zeiten eingeplant. Für reguläre VLBI-Beobachtungen, bei denen die Daten auf Datenträgern aufgezeichnet und später korreliert werden, stehen dreimal pro Jahr jeweils etwa drei Wochen zur Verfügung, während denen auch Empfänger ausgewechselt werden können, um verschiedene Frequenzbereiche zu nutzen. Echtzeit-Beobachtungen, sogenanntes „e-VLBI“, finden zehnmal pro Jahr (jeden Monat außer Juli und August) für jeweils 24 Stunden statt, während denen jeweils auf nur einem, vorher auf Basis der Dringlichkeit vereinbarten Frequenzband gearbeitet wird.

## EVN-Teleskope
Das EVN entstand im Jahr 1980 als Konsortium von fünf großen Instituten für Radioastronomie in Europa, dem sich in der Folgezeit dann weitere Einrichtungen anschlossen.
Im Jahr 2023 bestand das EVN aus 18 regulären und 6 assoziierten Stationen, wobei allerdings die Zusammenarbeit mit den russischen Stationen im Mai 2022 aus politischen Gründen bis auf Weiteres eingestellt worden war:
| Name                                           | Spiegeldurchmesser (Meter) | Standort                                             | Koordinaten                       | Einrichtung                                                                        |
| ---------------------------------------------- | -------------------------- | ---------------------------------------------------- | --------------------------------- | ---------------------------------------------------------------------------------- |
| Radioteleskop Effelsberg                       | 100                        | Effelsberg, Deutschland                              | 50° 31′ 29,5″ N, 6° 53′ 3,9″ O    | Max-Planck-Institut für Radioastronomie                                            |
| Westerbork Synthese Radio Telescoop            | 12 × 25                    | Westerbork, Niederlande                              | 52° 54′ 54,4″ N, 6° 36′ 11,7″ O   | ASTRON                                                                             |
| Sardinia Radio Telescope                       | 64                         | San Basilio, Italien                                 | 39° 29′ 35,9″ N, 9° 14′ 44″ O     | Istituto Nazionale di Astrofisica                                                  |
| Stazione Radioastronomica di Medicina          | 32                         | Medicina, Italien                                    | 44° 31′ 13,5″ N, 11° 38′ 50,6″ O  | Istituto Nazionale di Astrofisica                                                  |
| Stazione Radioastronomica di Noto              | 32                         | Noto, Italien                                        | 36° 52′ 33,8″ N, 14° 59′ 18,9″ O  | Istituto Nazionale di Astrofisica                                                  |
| Lovell Telescope                               | 76                         | Macclesfield, Vereinigtes Königreich                 | 53° 14′ 10,5″ N, 2° 18′ 25,7″ W   | Jodrell Bank Observatory                                                           |
| Cambridge Telescope                            | 32                         | Cambridge, Vereinigtes Königreich                    | 52° 10′ 0,8″ N, 0° 2′ 15,9″ O     | Mullard Radio Astronomy Observatory                                                |
| Weltraumobservatorium Onsala                   | 25                         | Onsala, Schweden                                     | 57° 23′ 35″ N, 11° 55′ 2,7″ O     | Technische Hochschule Chalmers                                                     |
| Ventspils International Radio Astronomy Center | 32                         | Ventspils, Lettland                                  | 57° 33′ 11,8″ N, 21° 51′ 19,3″ O  | Lettische Akademie der Wissenschaften                                              |
| Radioteleskop Piwnice                          | 32                         | Toruń, Polen                                         | 53° 5′ 43,6″ N, 18° 33′ 48″ O     | Nikolaus-Kopernikus-Universität Toruń                                              |
| Sheshan                                        | 25                         | Sheshan, Shanghai, China                             | 31° 5′ 57″ N, 121° 11′ 58″ O      | Astronomisches Observatorium Shanghai                                              |
| Tianma-Radioteleskop                           | 65                         | Sheshan, Shanghai, China                             | 31° 5′ 31,6″ N, 121° 8′ 11,4″ O   | Astronomisches Observatorium Shanghai                                              |
| Nanshan                                        | 25                         | Ürümqi, China                                        | 43° 28′ 25″ N, 87° 10′ 38,5″ O    | Astronomisches Observatorium Xinjiang                                              |
| Yebes-Observatorium                            | 40                         | Yebes, Guadalajara, Spanien                          | 40° 31′ 29,2″ N, 3° 5′ 10,5″ W    | Instituto Geográfico Nacional                                                      |
| Radio-Observatorium Hartebeesthoek             | 26                         | Hartebeesthoek, Südafrika                            | 25° 53′ 23″ S, 27° 41′ 8,3″ O     | National Research Foundation                                                       |
| Swetloje                                       | 32                         | Swetloje, Leningrad, Russland                        | 60° 31′ 56,4″ N, 29° 46′ 57,2″ O  | Institut für angewandte Astronomie                                                 |
| Selentschuk-Observatorium                      | 32                         | Selentschukskaja, Karatschai-Tscherkessien, Russland | 43° 47′ 16,4″ N, 41° 33′ 56,4″ O  | Institut für angewandte Astronomie                                                 |
| Badari                                         | 32                         | Tunkinski, Burjatien, Russland                       | 51° 46′ 13,1″ N, 102° 14′ 3,7″ O  | Institut für angewandte Astronomie                                                 |
|                                                |                            |                                                      |                                   |                                                                                    |
| Radioteleskop Wettzell                         | 20                         | Wettzell, Deutschland                                | 49° 8′ 42,2″ N, 12° 52′ 39,5″ O   | Bundesamt für Kartographie und Geodäsie (BKG) Technische Universität München (TUM) |
| Metsähovin radiotutkimusasema                  | 14                         | Kirkkonummi, Finnland                                | 60° 13′ 4″ N, 24° 23′ 36,5″ O     | Aalto-Universität                                                                  |
| Kunming                                        | 40                         | Kunming, China                                       | 25° 1′ 39,3″ N, 102° 47′ 44,2″ O  | Astronomisches Observatorium Yunnan                                                |
| Yonsei                                         | 21                         | Seoul, Südkorea                                      | 37° 33′ 54,8″ N, 126° 56′ 26,8″ O | Korea Astronomy and Space Science Institute                                        |
| Ulsan                                          | 21                         | Ulsan, Südkorea                                      | 35° 32′ 44,2″ N, 129° 14′ 58,4″ O | Korea Astronomy and Space Science Institute                                        |
| Tamna                                          | 21                         | Jejudo, Südkorea                                     | 33° 17′ 20,6″ N, 126° 27′ 33,7″ O | Korea Astronomy and Space Science Institute                                        |

Hier eine Übersichtskarte:
| Kunming |

| Tianma |

| Sheshan |

| Nanshan |

| Yebes |

| Swetloje |

| Selentschuk |

| Badari |

| Ventspils |

| Piwnice |

| Metsähovi |

| Arecibo (ehemals) |

| Effelsberg |

| Wettzell |

| Lovell |

| Cambridge |

| Westerbork |

| Onsala |

| Sardinia |

| Medicina |

| Noto |

| Hartebeesthoek |

| Yonsei |

| Ulsan |

| Tamna |